# Baluardo della Montagna
Il baluardo della Montagna, noto anche come parco del Montagnone o semplicemente Montagnone, è un'area delle mura di Ferrara destinata a parco pubblico cittadino.

## Storia
Il baluardo della Montagna, con quello di San Tommaso, venne edificato nei primi anni del XVI secolo utilizzando, per l'erezione dell'area del Montagnone, la terra ottenuta dopo lo scavo del fossato esterno delle mura.

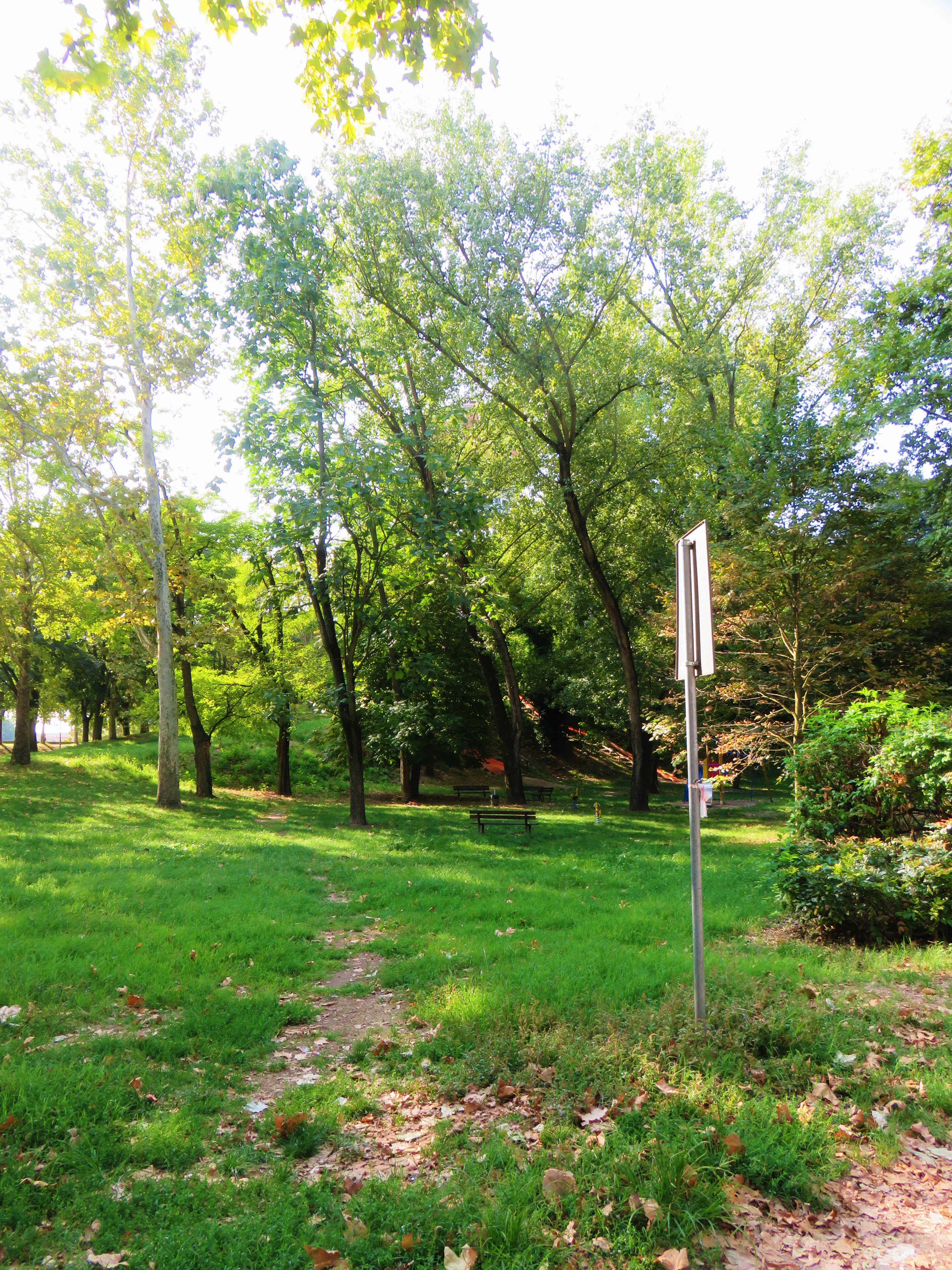
Il Montagnone di Ferrara. Scivoli e giochi per bambini tra la vegetazione.

Il Montagnone, chiamato anche Montagna di San Giorgio, in particolare nel periodo del ducato di Alfonso I d'Este venne utilizzata come punto di osservazione militare e, principalmente, come postazione priviliegiata per le potenti artiglierie della signoria estense.
Il triangolo del baluardo, che un tempo ospitò giardini, in epoche successive venne abbandonato al degrado ed alla crescita incontrollata della vegetazione. 
Nella zona del montagnone nel 1890 venne inaugurato il primo serbatoio di raccolta dell’acqua potabile della città.
Solo nel corso del XX secolo si procedette, in epoche diverse, al suo recupero ed alla sua valorizzazione.

## Descrizione
L'intera area si trova delimitata a nord dalla Prospettiva di corso Giovecca ed a sud da porta Romana, verso San Giorgio. 

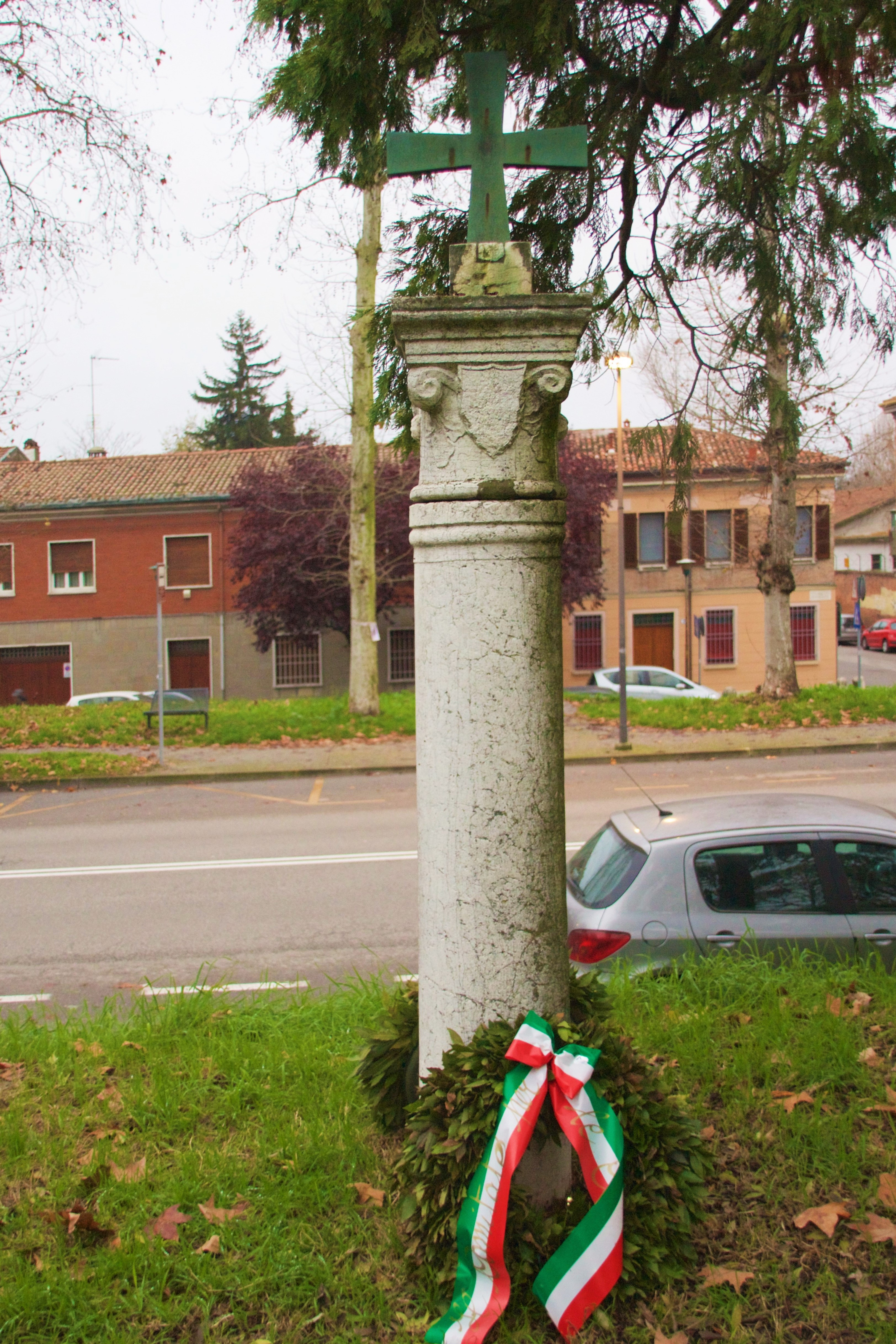
Colonna che ricorda il luogo dove, nel 1943, vennero fucilati Girolamo Savonuzzi e Arturo Torboli

Nel parco sono presenti molte diverse essenze arboree come bagolaro, platano, pioppo, acero, robinia, catalpa ed arbusti come sambuco, gelso da carta, cotognastro, maonia e laurotino.
Durante la stagione favorevole viene utilizzato per varie manifestazioni cittadine e per molti anni, nel secondo dopoguerra, è stata la locazione tradizionale del festival provinciale de l'Unità.

## Luoghi di interesse
La delizia dei Bagni Ducali, al limite meridionale del baluardo, è una delle poche delizie estensi rimaste in città con palazzo Schifanoia e palazzo Paradiso, ma rispetto alle due citate ha subito gravissimi danni e solo in tempi recenti è stata oggetto di restauro.
Una colonna marmorea sormontata da una croce in metallo posizionata nella zona più a nord, sul baluardo di San Tommaso all'altezza dell'incrocio tra corso Alfonso I d'Este e via Scandiana, ricorda il luogo dove vennero fucilati, durante una tragica notte del 43, Girolamo Savonuzzi e Arturo Torboli, già collaboratori dell'ufficio tecnico comunale e sorvegliati per le loro idee antifasciste.

## Origini del nome
Il nome del parco viene dal Montagnone, sul quale si trova l'acquedotto principale cittadino.